# Жуковский, Николай Иванович (революционер)
Никола́й Ива́нович Жуко́вский (21 октября [2 ноября] 1833, Уфа — 10 мая [28 апреля] 1895, Женева) — русский революционер, народник.
Из дворян. Окончив Московский университет, служил в Архиве Министерства иностранных дел. В 1861—1862 годах — член революционного кружка в Петербурге. Из-за угрозы ареста бежал за границу. В 1864 году по делу «карманной типографии» П. Д. Баллода заочно приговорён к лишению всех прав и изгнанию за пределы России. Жил в Дрездене, затем в Женеве. Организовывал транспортировку изданий вольной русской печати в Россию.
С конца 1860-х годов — один из ближайших помощников М. А. Бакунина.
Один из организаторов и член редакций журналов «Работник» (1875) и «Община» (1878).

## Семья
Жена.
Аделаида Степановна Жуковская (Зиновьева) (1840 -1915)
Дети.
Александр Николаевич Жуковский (1866 - 1921)
Степан Николаевич Жуковский (1846 - 1948)